# Gustaf Wetter (präst)
Wilhelm Gustaf Wetter, född 19 augusti 1813 i Järstorps socken, Jönköpings län, död 29 december 1892 i Växjö, var en svensk präst. 

## Biografi
Wetter blev 1833 student vid Lunds universitet och filosofie magister där 1838. Han blev 1839 extra ordinarie amanuens vid Lunds universitets bibliotek och docent. Mellan 1842 och 1844 studerade han som kunglig stipendiat i Köpenhamn. Han blev 1844 adjunkt och bibliotekarie vid Växjö gymnasium samt 1849 lektor där. Wetter prästvigdes 1862 och var 1863–1869 rektor vid läroverket i Växjö. Han utnämndes 7 februari 1868 till kyrkoherde i Skänninge församling med tillträde 1870 och 18 december 1874 till domprost i Växjö församling med tillträde 1875. Samma år blev han kontraktsprost i Kinnevalds kontrakt och 1877 teologie doktor. Wetter avled 1892 i Växjö.
Wetter blev 1860 ledamot av Nordstjärneorden. Han blev 1863 korresponderande ledamot av Vitterhetsakademien.

### Familj
Gustaf Wetter var son till inspektoren Erik Wilhelm Wetter och Kristina Sofia Cervin. Wetter gifte sig 16 december 1851 med Augusta Carolina Wahlquist (1824–1879). Hon var dotter till klädesfabrikören och rådmannen Jonas Wahlquist och Anna Katarina Hoffman i Växjö. De fick tillsammans barnen komminister Gustaf Wetter (1853–1909) och Ada Wetter (1861–1906) som var gift med statsrådet Albert Petersson och vars söner antog släktnamnet Wetter.